# 425年
| 千纪： | 1千纪 |
| 世纪： | 4世纪 \| 5世纪 \| 6世纪                                                                                          |
| 年代： | 390年代 \| 400年代 \| 410年代 \| 420年代 \| 430年代 \| 440年代 \| 450年代                                        |
| 年份： | 420年 \| 421年 \| 422年 \| 423年 \| 424年 \| 425年 \| 426年 \| 427年 \| 428年 \| 429年 \| 430年                  |
| 纪年： | 乙丑年（牛年）；北魏始光二年；北凉玄始十四年；北燕太平十七年；夏真興七年，承光元年；西秦建弘六年；南朝宋元嘉二年 |

## 大事记
- 赫連勃勃三子赫連昌繼任夏國皇帝。

## 逝世
- 赫連勃勃，匈奴铁弗部人，中國十六国时期夏國建立者。